# 1-dodecanol
1-dodecanol (ook bekend als dodecylalcohol of laurylalcohol) is een vetalcohol met als brutoformule C12H26O. 1-dodecanol is kleurloze vaste stof, die quasi-onoplosbaar is in water. Het heeft een typische bloemengeur. 1-dodecanol wordt bereid door reductie van vetzuren uit palmolie of kokosolie met methylesters.

## Toepassingen
1-dodecanol wordt gebruikt voor het maken van oppervlakte-actieve stofen, smering oliën en geneesmiddelen.
In cosmetica wordt 1-dodecanol gebruikt als een vochtinbrenger voor de huid.
Het wordt verder gebruikt als geur- en smaakstof. Daarnaast is het een van de grondstoffen voor octylacetaat, een synthetische geurstof die naar sinaasappelen ruikt.

## Toxicologie en veiligheid
1-dodecanol is weinig irriterend voor de huid. Het is ongeveer de helft minder giftig dan ethanol, maar is zeer schadelijk voor in het water levende organismen.

## Dodecanol-water-partitiecoëfficiënt
De oplosbaarheid van een stof in dodecanol tenopzichte van de oplosbaarheid van diezelfde stof in water, is een maat voor de lipofilie (vetminnendheid) van de betreffende stof. Dit wordt de dodecanol-water-partitiecoëfficiënt genoemd. De wederzijdse oplosbaarheid van 1-dodecanol en water is als volgt gekwantificeerd door Richard Stephenson en James Stuart.
| Temperatuur (°C)   | Oplosbaarheid van 1-dodecanol in water | Oplosbaarheid van water in 1-dodecanol |
| ------------------ | -------------------------------------- | -------------------------------------- |
| 29,5               | 0,04                                   | 2,87                                   |
| 40,0               | 0,05                                   | 2,85                                   |
| 50,2               | 0,09                                   | 2,69                                   |
| 60,5               | 0,15                                   | 2,96                                   |
| 70,5               | 0,09                                   | 2,70                                   |
| 80,3               | 0,14                                   | 2,89                                   |
| 90,8               | 0,18                                   | 2,96                                   |
| standaardafwijking | 0,02                                   | 0,01                                   |